# 기아 EV9
기아 EV9은 기아에서 EV6에 이어 2번째로 출시한 기아 EV 시리즈로, 준대형 전기 SUV다.

## 콘셉트카

### 더 기아 콘셉트 EV9
2021년 11월 11일, 프리뷰 이미지 공개 후 2021년 11월 17일 오토모빌리티 LA에서 공개됐다. 더 기아 콘셉트 EV9은 전기차 전용 플랫폼 기반의 대형 SUV 차량으로, EV6와 동일하게 E-GMP 기반이다.
전면부는 차체 색상의 패널과 스타 맵 시그니처 라이팅(스타 클라우드 패턴 적용)으로 구성된 타이거 페이스가 적용됐으며, 후면부는 스타 맵 시그니처 라이팅이 적용된 테일램프가 적용됐다. 이외에도 솔라 패널, 수납형 루프 레일, 카메라 모니터링 시스템 등이 적용됐다.
실내는 폐어망을 재활용한 바닥재, 폐플라스틱 병과 양털 섬유가 혼합 적용된 시트 및 도어 트림이 적용됐으며, 차량 내장재는 비건 가죽으로 제작됐다. 또한, 알파벳 O 형태의 크래시패드, 27인치 울트라 와이드 디스플레이, 팝업 스티어링 휠, 파노라믹 스카이 루프 등이 적용됐다.

### EV9 어드벤처
2024년 11월 5일 세계 최대 자동차 튜닝 박람회 SEMA 2024에서 EV9 어드벤처가 공개됐다. EV9 어드벤처는 오프로드 주행성능과 독특한 개성을 겸비한 모험적인 전동화 SUV 콘셉트카다.외관은 독특하고 강인한 디자인의 전후면과 로커 패널이 장착됐으며, 기존 EV9에 비해 전고가 3인치 높으며, 험한 길 주행에 최적화된 견고한 휠이 탑재됐다. 맞춤형 루프랙은 기본적인 화물과 루프탑 텐트에 연결할 수 있다.

## 1세대(MV1)

### 더 기아 EV9

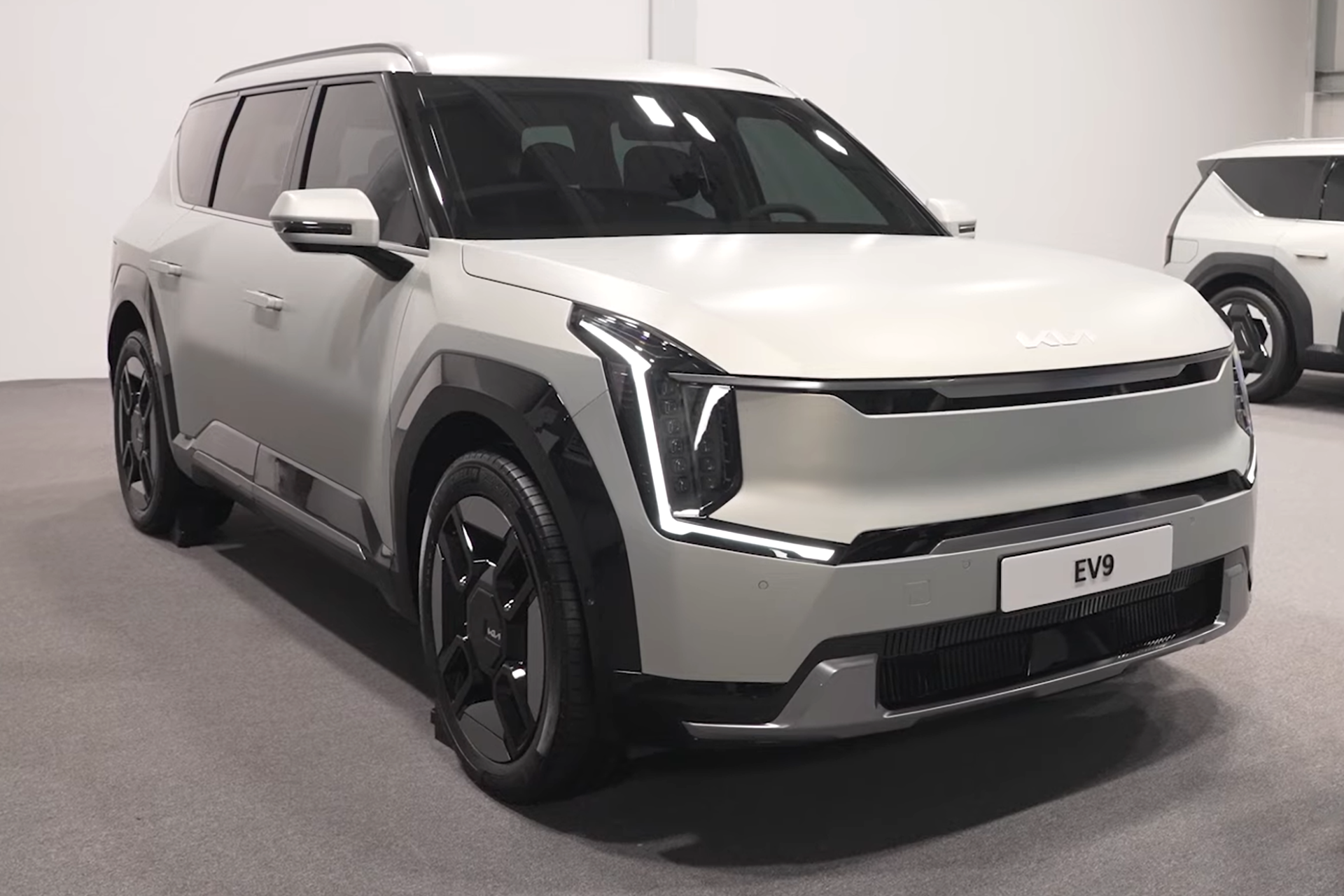
더 기아 EV9 정측면

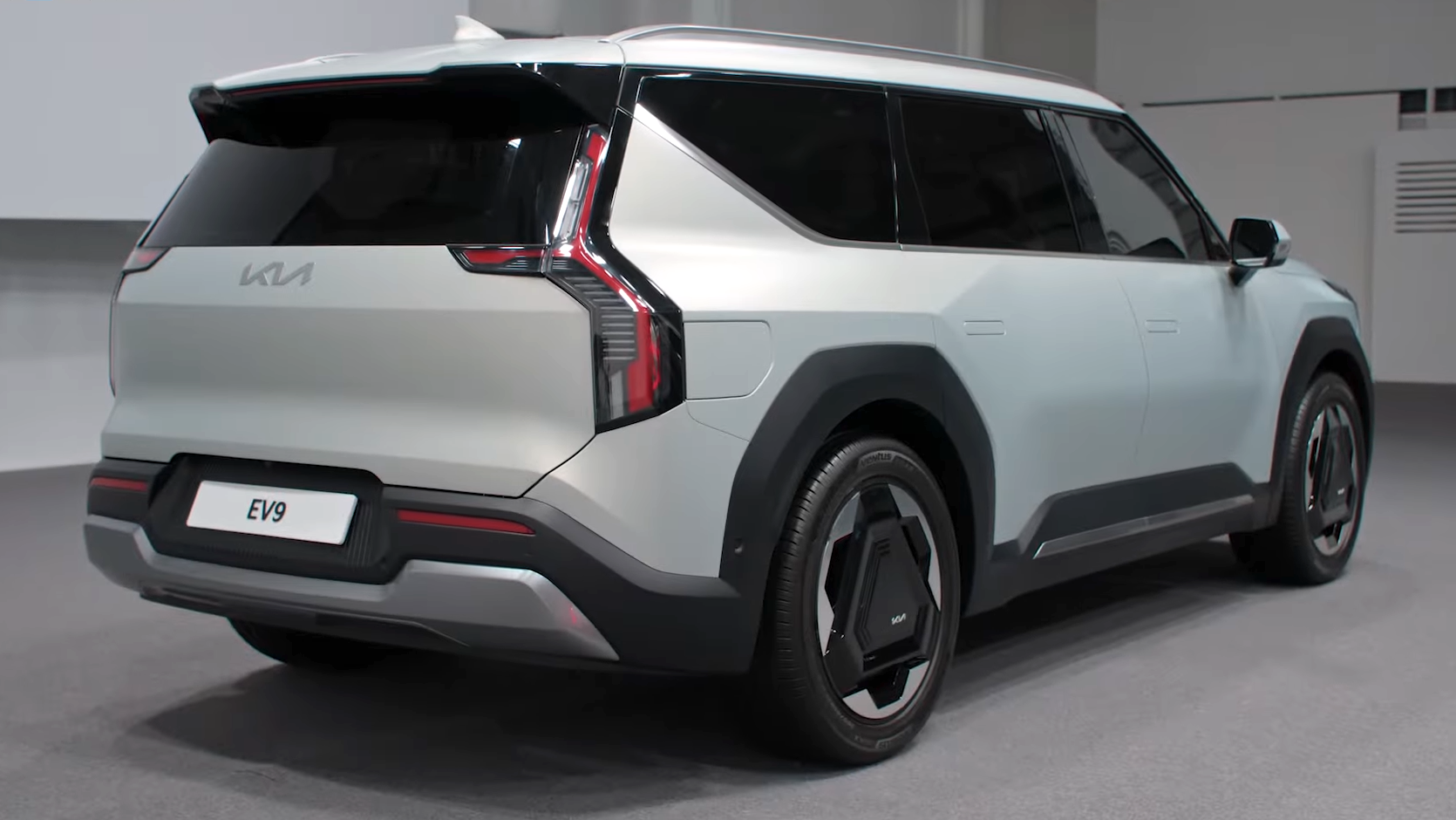
더 기아 EV9 후측면

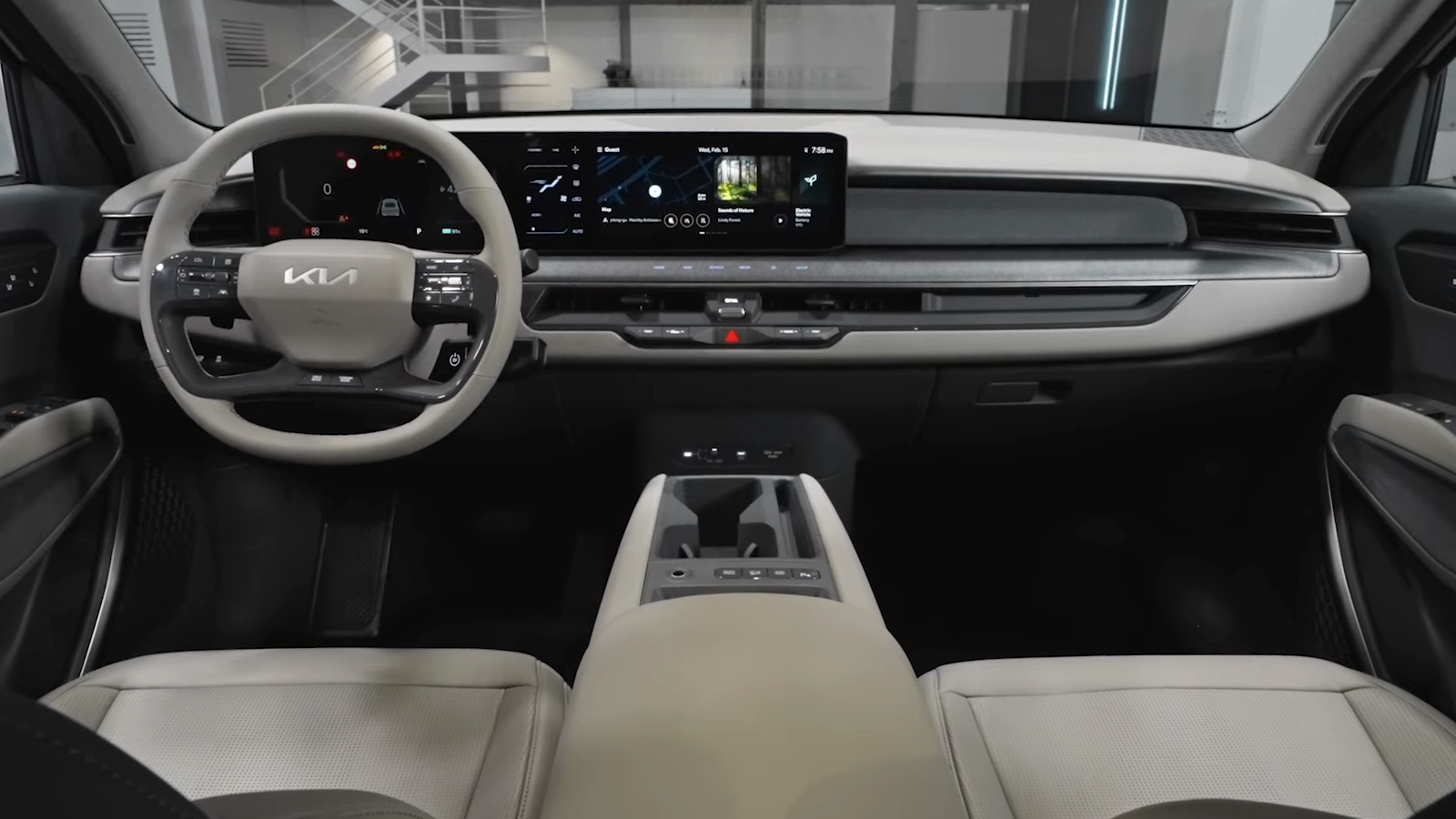
더 기아 EV9 실내

2023년 3월 2일에 티저가 공개되었고, 3월 15일에 디자인이 정식 공개, 3월 29일에 세부 사양이 공개됐다.
2023년 서울모빌리티쇼를 통해 양산형을 선보인 후, 동년 6월 19일에 정식 출시했다.
EV6에 이은 기아의 2번째 전용 전기차로, 전기차 전용 플랫폼 E-GMP를 기반으로 한 플래그십 전기 SUV다. 기아 고유의 '타이거 페이스' 전면부는 유지하면서 라디에이터 그릴 자리 대신 디지털 패턴 라이팅 그릴을 적용했다. 그릴 양옆에는 스몰 큐브 프로젝션 LED 헤드램프와 스타맵 주간 주행등을 탑재했다.
평편한 바닥과 긴 휠베이스(축간거리)로 E-GMP 플랫폼의 넓은 실내 공간이 구현됐다. 세 개의 디스플레이가 연결된 파노라믹 와이드 디스플레이를 적용했으며, 시트 구성은 7인승 및 6인승 3종 등 총 4가지로 나뉜다. 2열은 벤치 시트와 독립형 시트를 선택할 수 있다. 독립형 시트는 릴랙션 시트와 스위블 시트로 나뉜다. 릴랙션 시트는 1열과 2열을 휴식 자세로 변형할 수 있고, 마사지 기능을 위한 진동식 모터를 적용했다. 스위블 시트는 회전식 시트로 3열을 향해 내측 180도, 측면 도어를 향해 외측 90도 회전해 실내 공간을 활용할 수 있다. 단, 웨스트포인트 현지공장에서 생산하는 미국 시장용에는 스위블 시트를 적용하지 않는다.
기아의 승용차 최초로 시동 버튼이 통합된 컬럼+로터리식 시프트 레버를 채택해 시동, 주행, 주차 등에 필요한 직관적이고 간결한 조작을 돕는다. 시동버튼이 통합된 컬럼식 시프트 레버는 이후 레이 EV의 마이너 체인지 모델에도 적용됐다.
EV9은 99.8kWh 대용량 배터리를 탑재하고 3D 언더커버, 19/20/21인치 공력 휠, 전면 범퍼 에어커튼을 적용해 국내 기준 1회 충전 시 500km 이상의 항속거리를 달성하는 것을 인증 목표로 하고 있다. 350kW급 충전기로 10→80% 충전 시 25분이 소요되는 400V/800V 멀티 초급속 충전을 지원한다. EV9은 최고출력 150kW, 최대토크 350Nm의 후륜 모터 기반 2WD 모델과 최고출력 283kW, 최대토크 600Nm의 전후륜 모터 기반 4WD 모델로 운영될 예정이다. 배터리의 온도를 제어해 충전 속도를 최적화하는 배터리 컨디셔닝, 후륜 모터에 멀티 인버터를 적용한 2-스테이지 모터 시스템, 차량 선회 시 각 바퀴에 적절한 토크를 분배하는 다이나믹 토크 백터링(eDTVC) 기능이 적용됐다.
편의 사양은 오토 플러시 아웃사이드 핸들, 디지털 사이드 미러, 디지털 센터 미러, 메리디안 프리미엄 사운드 시스템, 빌트인 캠 2, 디지털 키 2, 전자식 후드 래치를 적용한 프론트 트렁크, 기아 커넥트 스토어 상품(원격 스마트 주차 보조 2, 디지털 패턴 라이팅 그릴, 스트리밍 플러스), ccNC(connected car Navigation Cockpit), 무선(OTA, Over-the-air) 소프트웨어 업데이트 등을 운영한다.
2024년 5월 30일부터 기아의 웨스트포인트 현지공장에서도 생산을 시작했다.
2025년 2월 18일에 스탠다드 모델이 추가됐다. 스탠다드 모델은 76.1kWh의 배터리 탑재로 1회 충전 시 374km를 주행할 수 있고, 롱레인지 모델에 탑재된 다양한 안전ㆍ편의 사양이 동일하게 적용됐다.
환경친화적 자동차 세제혜택 적용 시 서울시 기준 EV9 스탠다드 에어 트림의 경우 6,100만 원대로 예상된다.

### EV9 GT-line

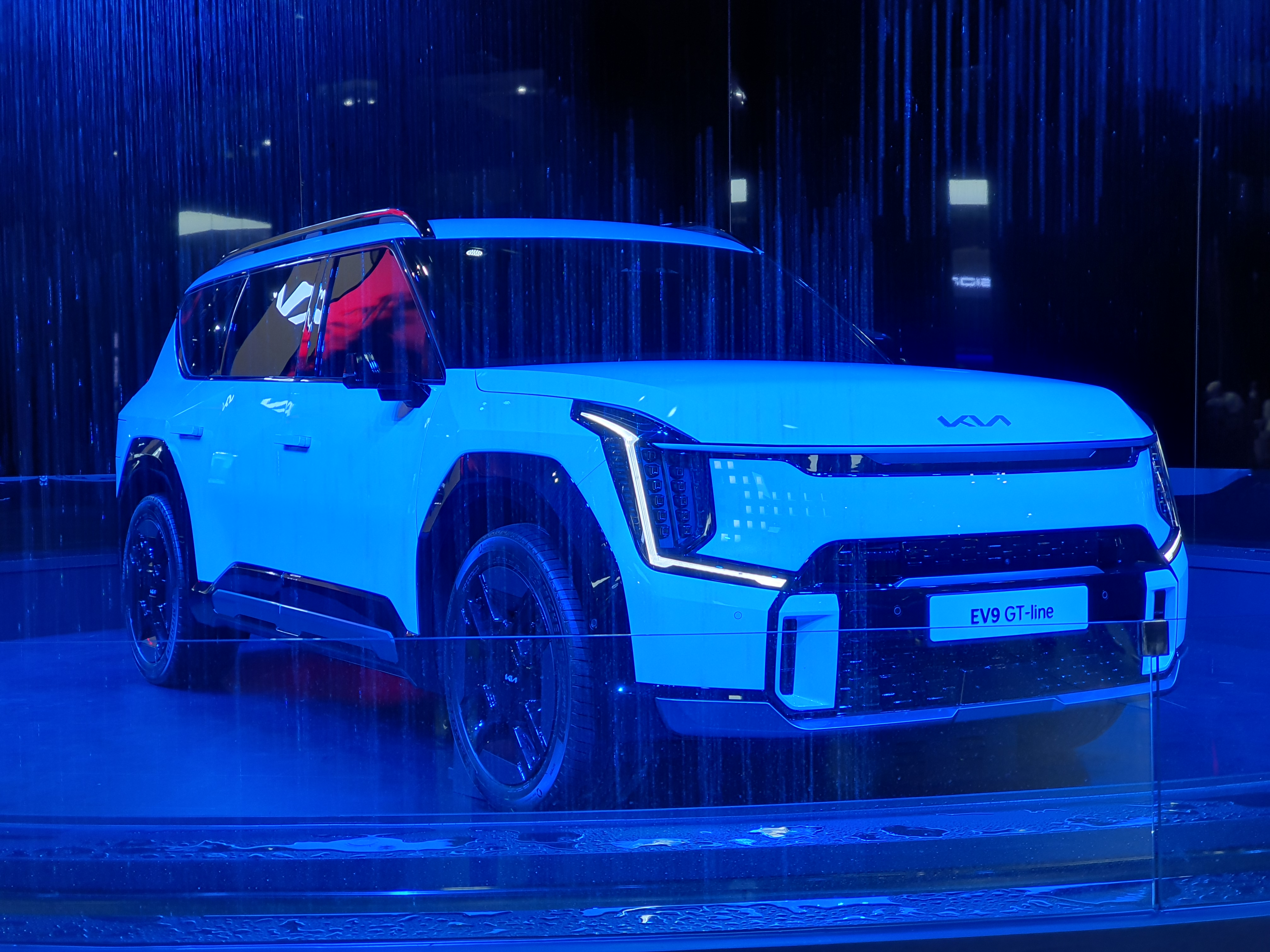
기아 EV9 GT-Line 정측면

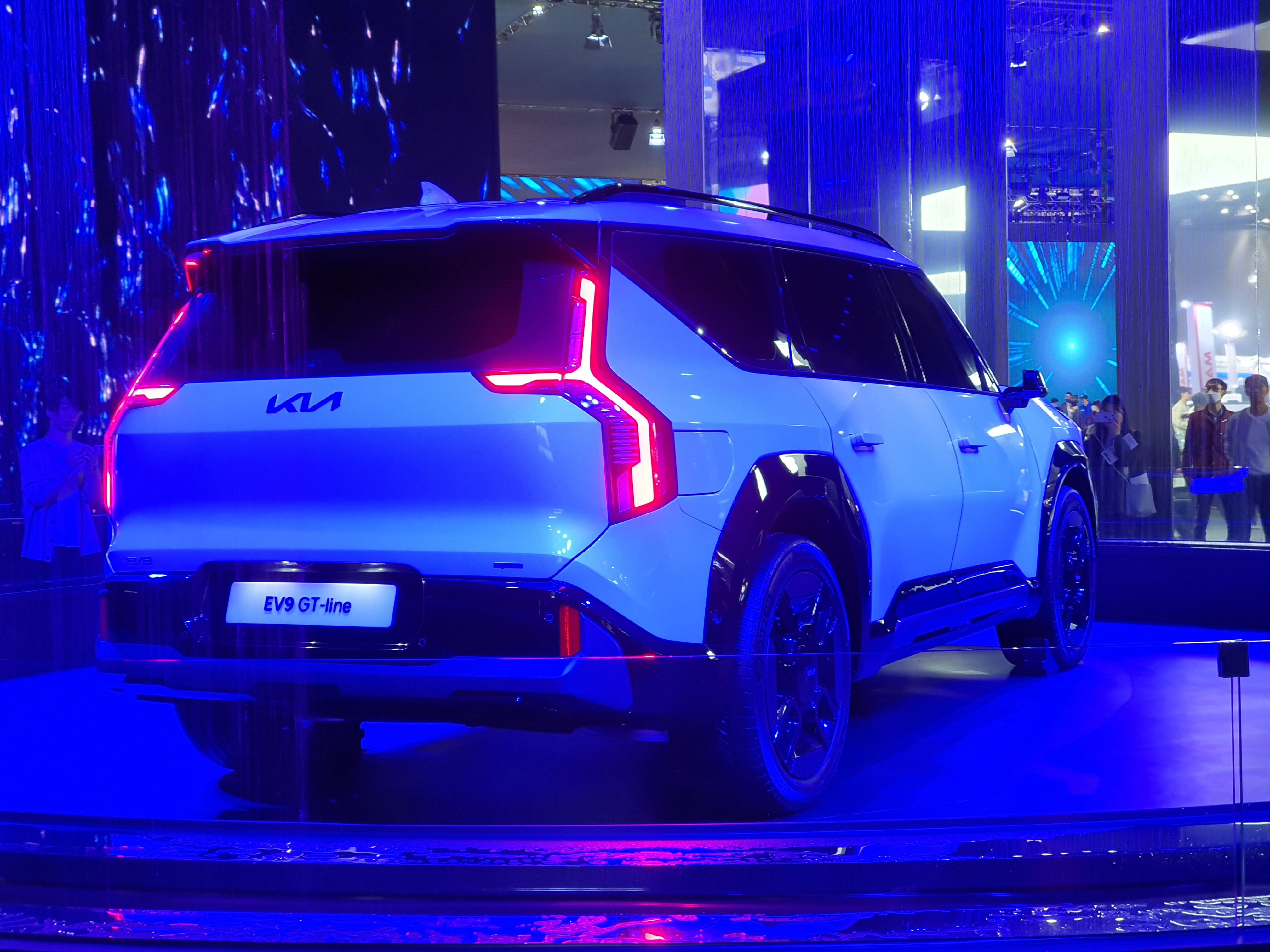
기아 EV9 GT-Line 후측면

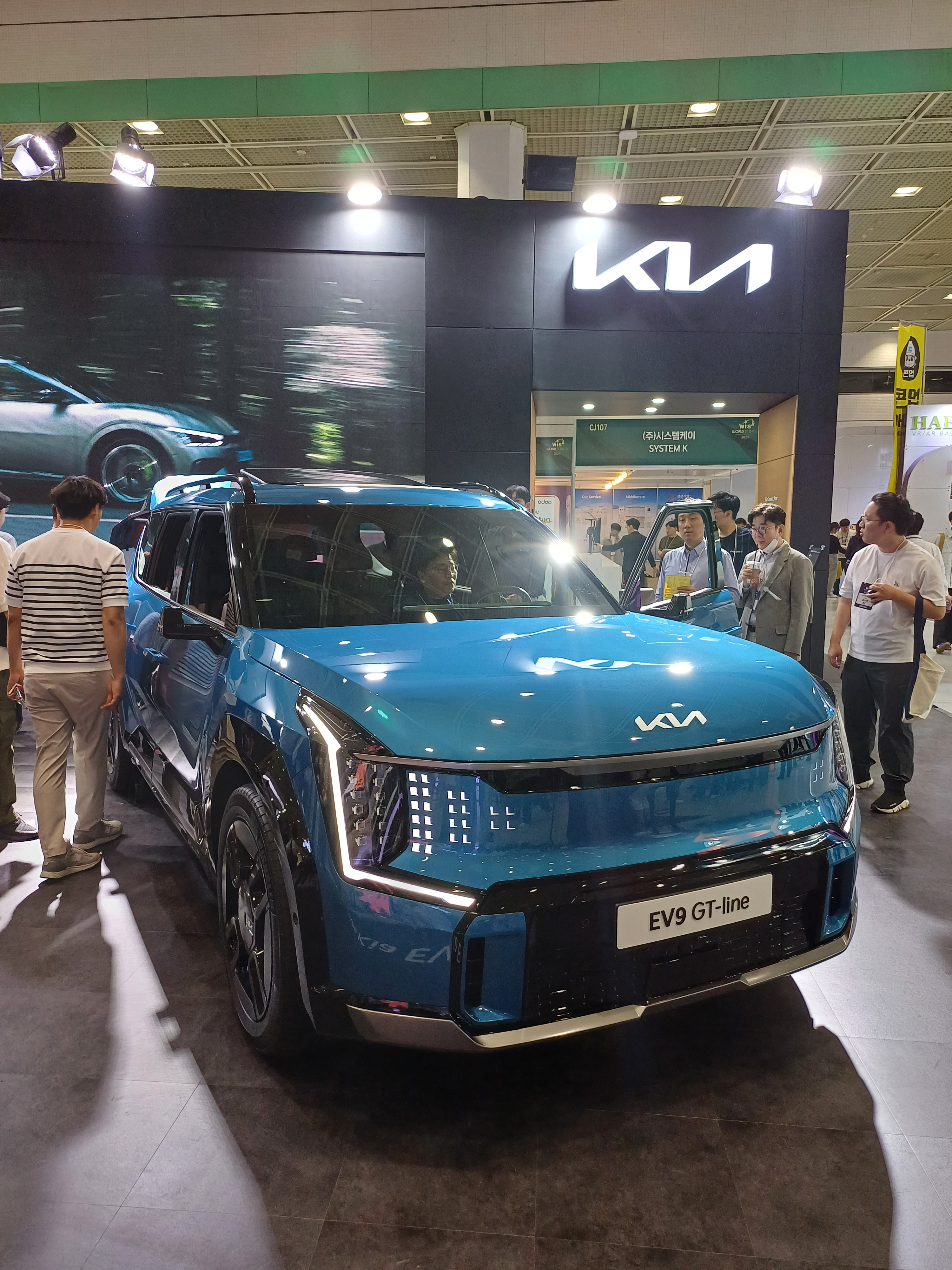
기아 EV9 GT-Line 파란색 모델

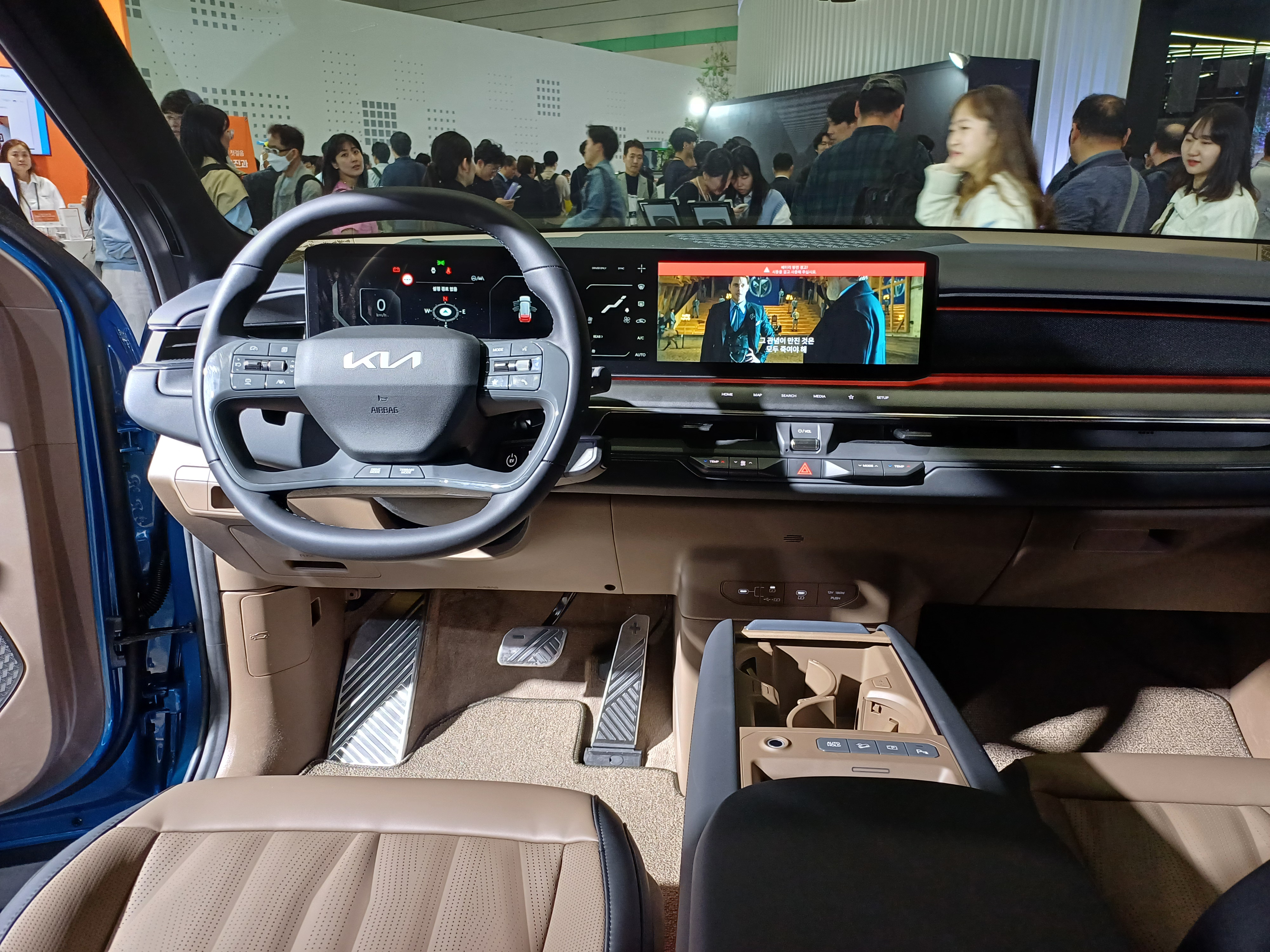
기아 EV9 GT-Line 운전석

2023년 3월 29일에 디자인이 공개됐다. 앞/뒤 범퍼와 휠, 루프랙에 블랙 컬러가 적용된다. EV9 GT-line에 처음으로 2개의 라이다를 포함한 15개의 센서와 정밀지도, 통합 제어기 등을 장착한 고속도로 자율주행(HDP, Highway DRiving Pilot) 기능이 구현된다. 고속도로 자율주행은 자동차 전용 도로 및 고속도로에서 운전자가 스티어링 휠을 잡지 않아도 80km/h의 속도로 주행할 수 있는 레벨 3 자율주행 기술이다.

### EV9 GT(2025년 2월 ~ 현재)
2024년 11월 22일, 미국 LA 오토쇼에서 공개됐다.
160kW 급의 전륜 모터와 270kW 급의 후륜 모터로 구성된 듀얼 모터 조합을 통해 최고출력 508마력(ps)의 동력성능을 확보하는 것을 목표로 개발되고 있다. 기아 3열 SUV 최초로 프리뷰 전자제어 서스펜션(ECS), 전자식 차동 제한장치(e-LSD)가 탑재된다.
외장은 GT 전용 21인치 알로이 휠과 네온 색상의 캘리퍼, 디지털 패턴 라이팅 그릴 등의 전용 디자인 요소가 적용되었으며 내장은 스티어링 휠 위 네온 색상의 GT 버튼과 스포츠 시트 위 양각으로 새겨진 GT 로고, GT 전용 시트백 앰비언트 라이트 등이 적용됐다.
2025년 미국에서 새롭게 판매될 EV6와 EV9은 NACS(North American Charging Standard port) 포트를 기본 장착하여 미국 내 1만 6,500개 이상의 NACS DC 급속충전기를 활용해 충전할 수 있다.
2025년 2월 18일에 더 기아 EV9 GT가 출시됐다. 합산 최고 출력 374kW(509마력), 최대 토크 740Nm(75.5 kgf·m) 성능의 전륜과 후륜 모터가 탑재돼 정지 상태에서 단 4.5초만에 시속 100km까지 도달이 가능하고, 99.8kWh의 4세대 고전압 배터리가 탑재돼 1회 충전으로 408km 주행이 가능하다. 또한 다이내믹 바디케어가 포함된 2열 프리미엄 릴렉션 시트, 3열 파워 리클라이닝 & 폴딩 기능, USB C타입 충전 단자, 아이 페달 3.0, 디지털 사이드 미러, 디지털 센터 미러, 빌트인캠 2, 원격 스마트 주차 보조 2, 증강현실 내비게이션, 기아 디지털 키 2 등이 적용됐으며, 인포테인먼트 시스템 내 퍼포먼스 타이머, 메리디안 프리미엄 사운드 시스템, 가상 변속 시스템과 연동된 전용 e-ASD가 적용됐다.
EV9 GT 전면 범퍼의 액티브 에어 플랩에 세로형 패턴과 블랙 색상의 슬림형 루프랙이 적용됐다.실내는 알칸타라 스포츠 시트와 시트 후면에 무드램프가 적용됐고, 크래시 패드와 도어 트림 가니쉬, 1열 시트백 등을 스웨이드 소재로 마감됐다.
전용 색상인 판테라 매트 메탈을 포함해 스노우 화이트 펄, 오로라 블랙 펄, 판테라 메탈, 페블 그레이, 플레어 레드 등 6종의 외장 색상과 GT 모델 전용 색상인 블랙&네온 단일 내장 색상으로 운영된다.
판매 가격은 개별 소비세 3.5% 기준으로 8,849만 원이다.

### 제원
(국내 주요 부처 인증 전 수치이며 추후 인증 완료 시 공식 수치 별도 공개 예정)
| 구분                          | EV9     | EV9 | EV9 GT-line                               |
| ----------------------------- | ------- | --- | ----------------------------------------- |
| 구분                          | 2WD     | 4WD | 4WD                                       |
| 전장(mm)                      | 5,010   | 5,010 | 5,015                                     |
| 전폭(mm)                      | 1,980   | 1,980 | 1,980                                     |
| 전고(mm)* 루프랙 기준         | 1,755   | 1,755 | 1,780                                     |
| 축거(mm)                      | 3,100   | 3,100 | 3,100                                     |
| 모터 최대 출력(kW) / 토크(Nm) | 150/350 | 전륜: 141/250 후륜: 141/350 합계: 283/600 *부스트 옵션 선택 시 전륜 : 141/250 -> 141/350 합계 : 283/600 -> 283/700 | 전륜: 141/350 후륜: 141/350 합계: 283/700 |
| 배터리 용량 (kWh)             | 99.8    | 99.8 | 99.8                                      |

### EV9 나이트폴 에디션
2025년 4월 16일에 2025 뉴욕 국제 오토쇼에서 플래그십 전기 SUV인 EV9 나이트폴 에디션이 세계 최초로 공개됐다. 전면 그릴, 스키드 플레이트, 도어 하단 등 외관 전반에 나이트폴 에디션 전용 블랙 디테일과 신규 색상인 로드라이더 브라운이 적용됐으며, 실내는 블랙 인테리어 테마와 정교한 스티치 디테일이 적용됐다. 또한 부스트 기능이 탑재돼 최대 토크를 기존 61.3kgf·m에서 71.3kgf·m로 끌어 올렸으며, 듀얼 모터 기반 최고 출력은 정지 상태에서 시속 100km까지 5.3초 만에 도달한다고 한다.
북미 충전 표준(NACS)을 지원해 테슬라 수퍼차저 네트워크 이용이 가능하며, 추가로 제공하는 어댑터를 사용하면 기존 복합충전표준(CCS) 네트워크도 이용이 가능하다.
2025년 2분기부터 EV9 나이트폴 에디션을 미국에서 판매할 예정이며, 이후 점진적으로 판매 시장을 확대할 예정이다.

## 역대 슬로건

### 1세대(MV1)
- 자연으로부터 온 혁신 (더 기아 콘셉트 EV9)
- 모두에게 처음 (더 기아 EV9)
- 처음 만나는 공간 (더 기아 EV9)
- 처음 만나는 혁신 (더 기아 EV9)

## 수상 내역

### 2025년
미국 카 앤 드라이버 <2025 에디터스 초이스 어워즈> - '중형 전기 SUV' 부문

### 2024년
세계 올해의 차 - 세계 올해의 차, 세계 올해의 전기차

#### 미국
- 북미 올해의 차 – 올해의 SUV

- <카앤드라이버> - 최고의 SUV 2024&2025 전기차 부문 2위, 베스트 10 트럭&SUV

- <모터위크> 드라이버스 초이스 어워드 – 최고의 전기차
- <페어런츠 매거진> 최고의 가족차 어워드 – 가족을 위한 최고의 3열 전기 SUV
- <켈리블루북> 베스트 바이 어워드 – 최고의 3열 전기차
- <에드먼즈> 탑 레이티드 어워드 – 베스트 오브 베스트, 최고의 전기차 SUV

#### 캐나다
- <캐나디안 블랙북> 최고의 가치 어워드 – 전기 SUV 부문(6만 달러 이하)

#### 영국
- 올해의 차 어워드 – 올해의 차, 대형 크로스오버 부문
- <왓 카> 어워즈 – 최고의 7인승 전기차

#### 덴마크
- 올해의 차 – 올해의 혁신상

#### 스웨덴
- <테크니켄스 바르드> - 올해의 차

#### 오스트리아
- <피르멘바겐> 플릿카 어워드 - SUV, 크로스오버 부문

#### 호주
- <드라이브> 올해의 차 어워드 – 올해의 차, 최고의 패밀리카, 최고의 전기차

#### 대한민국
- <중앙일보> 올해의 차 – 올해의 퓨쳐모빌리티
- <한국자동차전문기자협회> 올해의 차 – 올해의 전기 SUV
- <한국자동차기자협회> 올해의 차 – 올해의 SUV

### 2023년

#### 미국
- <뉴스위크> 오토 어워즈 – 최고의 프리미엄 SUV, 최고의 SUV 인테리어

#### 스페인
- 2023 <라 반가르디아> 올해의 차 – 올해의 차

#### 독일
- 2023 <아우토 빌트> 골든 스티어링 휠 어워드 – 패밀리카 부문

#### 스웨덴
- 2023 <엘빌렌> - 올해의 전기차

## 같이 보기
- 현대자동차그룹
- 기아
- 기아 모하비
- 기아 EV6
- 전기차